# Odontophorus capueira
El urú,  corcovado urú o perdiz-urú capueira  (Odontophorus capueira) es una especie de ave de la familia Odontophoridae, que se encuentra en Argentina, Brasil y Paraguay. Se presume extinto en Uruguay.

## Hábitat
Vive en los bosques del este de Brasil, tanto en el bosque seco, como en bosques de araucaria y la Mata Atlántica y en claros adyacentes.

## Descripción
Mide 26,5 a 29 cm de longitud. Presenta corona color castaño rojizo y cresta en forma de copete color castaño; iris castaño, anillo ocular rojizo y pico negro; partes superiores color marrón oscuro a pardo con finas líneas más claras en los ejes; región malar, lados del cuello y partes inferiores grises, con matices color ante en el crísum.

## Alimentación
Se alimenta de semillas y frutos, principalmente de Amaranthus, palmas, Phytolacca decandra y Araucaria angustifolia. Ocasionalmente consume también insectos y otros artrópodos.

## Reproducción
Anida en el suelo en un montón de hojas secas sobre la hojarasca o en una cavidad. La hembra pone 5 o más huevos. Los polluelos acostumbran esconderse en cavidades.